# Suimanga de Lina
El suimanga de Lina (Aethopyga linaraborae) és un suimanga, per tant un ocell de la família dels nectarínids (Nectariniidae). Habita els boscos de les muntanyes del sud-est de Mindanao, a les Filipines.